# Туве Лу
Эбба Туве Альса Нильссон (швед. Ebba Tove Elsa Nilsson; род. 29 октября 1987, Стокгольм, Швеция), более известная как Туве Лу (швед. Tove Lo) — шведская певица и автор песен.
В дополнение к своей сольной работе, написала несколько песен для других исполнителей, в том числе «Homemade Dynamite» для Лорд и «Love Me Like You Do» для Элли Голдинг, песня, которая получила номинацию на премию «Грэмми». Она сотрудничала с такими музыкантами как Алессо, Ник Джонас, Muse и Coldplay.

## Юность
Эбба Туве Эльза Нильссон родилась 29 октября 1987 года в Стокгольме, Швеция. Её мать — психолог Гунилла Нильссон Эдхольм (швед. Gunilla Margareta Nilsson Edholm, родилась 01.08.1955), отец — предприниматель-основатель «iZettle» и миллиардер Магнус Нильссон (швед. Carl Magnus Walter Nilsson, родился 24.10.1955). У неё есть старший брат Леу (швед. Leo Nilsson, родился 02.03.1986), работающий с отцом. Туве выросла и прописана сейчас в богатом районе Юрсхольм муниципалитета Дандерюд, к северу от Стокгольма. Она описывает своё детство как «очень защищённое», а её семью — «довольно привилегированную». Она преуспевала в социальных науках в школе и любила литературу, писала стихотворения и рассказы.
Прозвище Лу было дано ей в возрасте трех лет крёстной матерью из-за любви Туве к рысям («lo» на шведском языке), которых она видела в зоопарке Скансена.
Одна её близкая подруга прошла кастинг в подростковую музыкальную группу «Play», добившейся успеха в США в 2001—2002 годах. Подруга брала Лу с собой в студию.
Лу развила любовь к музыке и сформировала детскую группу со своими друзьями и написала свою первую песню в возрасте 10 или 11 лет. В возрасте 15 лет Лу писала песни, которые никому не показывала, и дважды выступала на сцене, прежде чем поступить в шестнадцать лет в музыкальный колледж в «Rytmus Musikergymnasiet».
В 2006 году Лу начала писать песни с Кристианом Бьеррином, гитаристом из Rytmus. Затем пара сформировала математическую рок-группу «Tremblebee» с тремя другими студентами из школы. Они играли вместе в течение нескольких лет в барах по всей Швеции, самостоятельно выпуская некоторые из своих песен. Группа распалась в 2009 году. В свое время с группой Лу развивала страсть к выступлению на сцене.
Во время своего пребывания в колледже Лу подружилась с Кэролайн Хьельт, которая позже сформировала шведский дуэт «Icona Pop». Через два года Лу окончила колледж и была уверена, что её карьера будет музыкальной, несмотря на то, что её родители думали иначе.

## Карьера

### 2009—2013 годы: начало карьеры и сотрудничество
После распада «Tremblebee» Лу решила сосредоточиться на своих собственных треках, проведя шесть месяцев дома в своей студии, создавая демоверсии. Она также научилась играть на барабанах, музыкальному программированию и продюсированию.
Позже Лу познакомилась с братом жены успешного продюсера Макса Мартина, Юлиусом Петерссоном, которому она вручила свою запись. Сначала она познакомилась с ним на вечеринке в Стокгольме, посвященной первой сделке «Icona Pop», а затем снова случайно пересеклась в баре в Лондоне. Ему понравилась песня. В 2011 году Лу заключила издательский контракт с лейблом «Warner / Chappell Music». Она переехала в Лос-Анджелес и работала со шведским продюсером Максом Мартином и жила в его доме. В 2012 году она сотрудничала с британской продюсерской командой «Xenomania» и шведским продюсером Александром Кронлюндом, написав «Something New» Girls Aloud, «We Got the World» для «Icona Pop» и другие треки для дебютного альбома дуэта.
Лу тогда решила заниматься инди-карьерой на стороне, записывая более личные композиции и публикуя их независимо. Она выпустила свой первый сингл «Love Ballad» в октябре 2012 года и свой второй сингл «Habits» в марте 2013 года. Также Лу сотрудничала с Seven Lions и Myon & Shane 54 над синглом «Strangers» для The Mortal Instruments: City of Bones. В течение 2013 года Макс Мартин и шведский Shellback были наставниками у Лу.

### 2014—2015:Truth SerumиQueen of the Clouds
Лу получила предложение о записи от Universal Music. В октябре 2013 года она выпустила свой первый сингл от лейбла — «Out of Mind». В конечном итоге она подписала контракт с Island Records и Polydor Records. Затем Лу переключила свое внимание на международную музыкальную карьеру, получив признание за свои первые концерты в Лондоне и во время тура в Соединенных Штатах. Дебютный альбом, Truth Serum, был выпущен 3 марта 2014 года. Альбом породил три сингла; «Out of Mind», единственный сингл который смог появиться в финском чарте Airplay Chart, достигнув отметки 39. Следующие синглы были «Habits (Stay High)» и его ремикшированная версия Hippie Sabotage, переименованная под названием «Stay High». Последний дал прорыв Лу, трек достиг отметки 13 в Швеции и номер 6 в Великобритании. Певица позже была названа VH1 «You Oughta Know» и iHeart Radio's On the Verge. Она сделала свой живой телевизионный дебют, исполняя «Habits (Stay High)» в Late Night with Seth Meyers в июне 2014 года. Дебютный альбом Лу, Queen of the Clouds, был выпущен 24 сентября 2014 года, который имел в целом положительные отзывы. Он дебютировал под номером 14 в Billboard 200 США и продав 19 000 экземпляров на первой неделе. Альбом достиг 17 места в Великобритании и 6 в Швеции, где он был сертифицирован платиновым альбомом Шведской ассоциацией звукозаписывающих компаний (GLF). Сингл «Habits (Stay High)» стал хитом. Сингл был прорывом Лу в стране, достигнув 3 места в Billboard Hot 100. Второй сингл альбома «Talking Body» достиг 4 места в американском Billboard Hot 100, 16 места в Швеции и 17 места в Великобритании. Следующие синглы были «Timebomb» и «Moments».
Лу была также представлена на сингле шведского DJ Alesso «Heroes (We Could Be)» из его дебютного альбома Forever. Сингл был успехом, достигнув 5 места в Швеции, номер 6 в Великобритании и номер 31 в Billboard Hot 100. Лу была в качестве вступительного акта для третьего этапа предновогоднего тура американской певицы Кэти Перри в ноябре 2014 года. Она записала песню «Scream My Name» для The Hunger Games: Mockingjay. В конце 2014 года она была подписана с коллективом Макса Мартина «Wolf Cousins». Певица была соавтором треков на альбомах Sorry I’m Late Шер Ллойд, Louder Лии Мишель и 1 Зары Ларссон. В декабре 2014 года Лу объявила о том, что она делает операцию на голосовые связки в связи с развитием кисты. Операция успешно прошла 3 января 2015 года.
На Грэмми в 2015 году Лу выиграла в категориях «Музыкант года» и «Песня года» за «Привычки (Stay High)». Она продолжила писать ещё два трека пятого альбома Duff Breathe In. Breathe Out., «Оставайтесь в любви» и «Один в миллионе». «Love Me Like You Do» возглавил британский сингл-чарт и достиг 4 места на Billboard Hot 100. Кроме того, он заработал Лу номинацию на Золотом глобусе, премии Grammys и Critics 'Choice Awards.

### 2016—2018: Сотрудничество,Lady WoodиBlue Lips
Лу также была презентована на заглавном сингле третьего студийного альбома Ника Джонаса «Last Year Was Complicated» под названием «Close». Песня была выпущена 25 марта 2016 года. Лу выпустила трек с австралийским музыкантом Flume «Say It», который был выпущен 20 апреля 2016 года.
В интервью на церемонии вручения Billboard Music Awards в 2016 году Лу подтвердила, что закончила запись своего второго студийного альбома «darker and dreamier». Чтобы продвигать свой предстоящий альбом Лу выступала в качестве вступительного акта на 18-й день Maroon 5 Tour по США.
4 августа 2016 года Лу выпустила ведущий сингл со своего второго альбома «Cool Girl». На следующий день выяснилось, что название её предстоящего альбома будет Lady Wood, а дата его выхода была объявлена 28 октября 2016 года.
За пять дней до выхода альбома Лу объявила о сольном турне в Европе и Северной Америке под названием Lady Wood Tour, в котором певица посетила двадцать один город на двух континентах, чтобы продвинуть новый релиз. Более поздние даты выступлений были анонсированы после выхода альбома.
В феврале 2017 года она выступила исполнителем трека «Lies in the Dark», саундтрек На пятьдесят оттенков темнее.
7 сентября 2017 года Лу выпустила сингл «Disco Tits», ведущий сингл со своего третьего студийного альбома Blue Lips, который был выпущен 17 ноября 2017 года. Альбом — вторая фаза, и вывод к её двойному альбому начался с первой фазы Lady Wood. В ночь выхода альбома Лу организовала концерт в Нью-Йорке в Бруклине.
7 июня 2018 года Лу выпустила ремикс на песню «Bitches» совместно с Charli XCX, Alma, Icona Pop и Elliphant в качестве второго сингла с Blue Lips.

### 2019—настоящее время: Sunshine Kitty
31 мая 2019 года Лу объявила, что её четвёртый студийный альбом будет называться Sunshine Kitty. Ведущий сингл альбома, «Glad He’s Gone», был выпущен в тот же день. 1 августа Лу сообщила, что альбом выйдет 20 сентября 2019 года. Второй сингл, «Bad as the Boys» с участием певицы Альмы, был выпущен на следующий день. 28 августа 2019 года Лу выпустила третий сингл «Jacques» в сотрудничестве с британским диджеем Jax Jones. 6 сентября 2019 года вышел сингл «Really Don’t Like U» совместно с Кайли Миноуг.
15 января 2020 года Лу выпустила сингл «Bikini Porn». В марте 2020 года она выпустила кавер на песню Вероники Маджио «Jag kommer» в партнерстве со Spotify. Песня попала в топ-40 в Швеции, Норвегии и Новой Зеландии.

## Личная жизнь
В интервью журналу Attitude Лу сказала, что считает себя открытой бисексуалкой, добавив, что у неё никогда не было отношений с женщиной.
26 июля 2020 года она объявила в своем Instagram-аккаунте, что вышла замуж за своего давнего друга, Чарли Тваддла.

## Дискография
- Queen of the Clouds (2014)
- Lady Wood (2016)
- Blue Lips (2017)
- Sunshine Kitty (2019)
- Dirt Femme (2022)

## Концертные туры
- Североамериканский тур (13.09.14.-05.10.14)
- Присоединилась к Кэти Перри в Prismatic World Tour по Австралии (30.11.14-20.12.14)
- Была приглашенным исполнителем в The 1989 World Tour Тейлор Свифт
- Присоединилась к Maroon 5 по США (03.09.16 — 16.10.2016)